# Dubiaranea brevis
Dubiaranea brevis là một loài nhện trong họ Linyphiidae. Loài này được phát hiện ở Bolivia.